# Parantheopsis occellata
Parantheopsis occellata är en havsanemonart som först beskrevs av René-Primevère Lesson 1830.  Parantheopsis occellata ingår i släktet Parantheopsis och familjen Actiniidae. Inga underarter finns listade i Catalogue of Life.